# Comuna Horișnie, Mîkolaiiv
Horișnie (în ucraineană Горішнє) este o comună în raionul Mîkolaiiv, regiunea Liov, Ucraina, formată din satele Dolișnie și Horișnie (reședința).

## Demografie
Componența lingvistică a comunei Horișnie
     Ucraineană (99,81%)
     Alte limbi (0,19%)
Conform recensământului din 2001, majoritatea populației comunei Horișnie era vorbitoare de ucraineană (99,81%), existând în minoritate și vorbitori de alte limbi.